# Abbaye Notre-Dame du Pesquié
Pour les articles homonymes, voir Abbaye Notre-Dame.
L'Abbaye Notre-Dame du Pesquié est une abbaye bénédictine fondée en 1991 à Serres-sur-Arget non loin de Foix en Ariège. Elle est placée sous la direction de l'abbesse Immaculata Astre et compte environ 50 sœurs (moniales et novices). Les moniales consacrent six heures par jour à la prière. Le reste du temps est consacré au travail, en particulier celui de la ferme.

## Historique

### L'installation

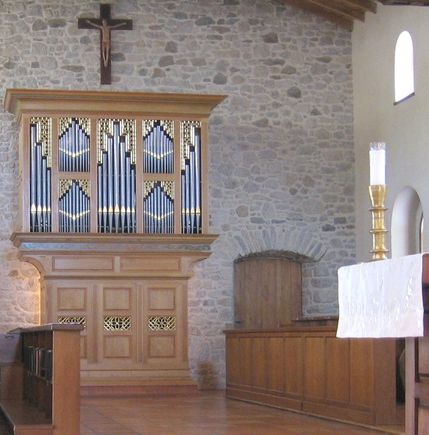
L'intérieur de l'église et l'orgue.

La communauté installée au Pesquié a été fondée à Dourgne dans le Tarn en 1890 par Mère Marie Cronier qui a suivi ses études à l'abbaye de Jouarre, elle a suivi Louis Blanquet issu de l'abbaye Sainte-Marie de la Pierre-qui-Vire né à En Calcat à côté de Dourgne, qui a fondé l'Abbaye d'En Calcat. Plusieurs fondations sont issues de l'abbaye Sainte Scholastique de Dourgne dont à l'origine Madiran. Les sœurs ont cherché un lieu plus adapté et, après être passées à Madiran, puis à Ozon, elles achètent en 1991 une exploitation agricole de 80 ha. L'installation se déroule progressivement, jusqu'en 1999 où toutes les sœurs sont présentes.

### Constructions
Durant cette période, l'exploitation est rénovée et de nouvelles constructions permettent de loger la communauté.
En 2002, la première pierre du clocher est posée. Celui-ci reçoit cinq cloches. En 2010, le chantier de construction de l'église abbatiale est lancé, la première pierre ayant été bénie le 11 novembre 2010 par monseigneur Philippe Mousset, évêque de Pamiers. Cet édifice s'inspire de l'architecture cistercienne, sobre et équilibré. La dédicace de l'église abbatiale a eu lieu le 22 octobre 2017.
Les travaux de l'église abbatiale ont été terminés en 2019.

État des travaux de la future église abbatiale (août 2011)
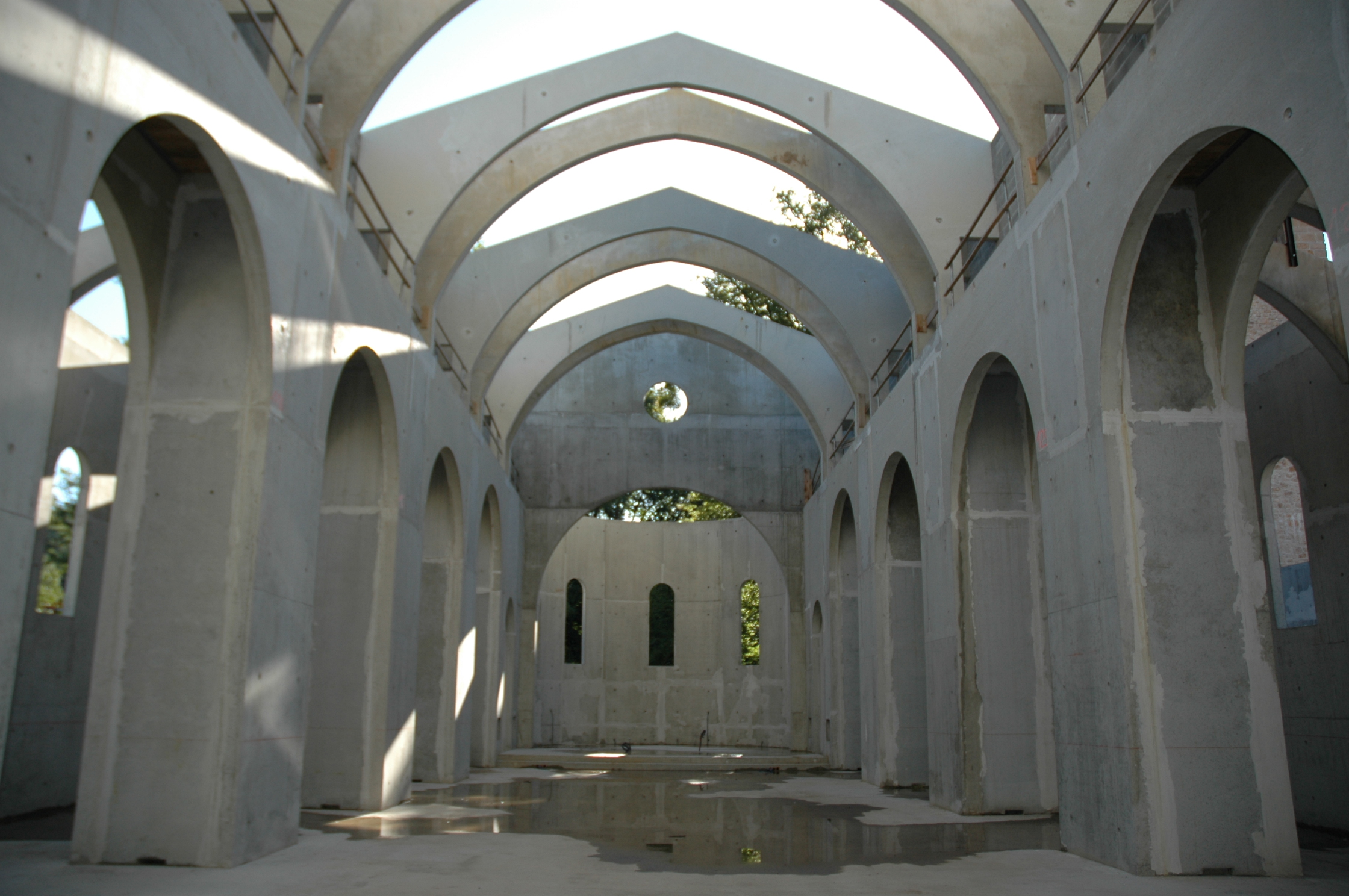
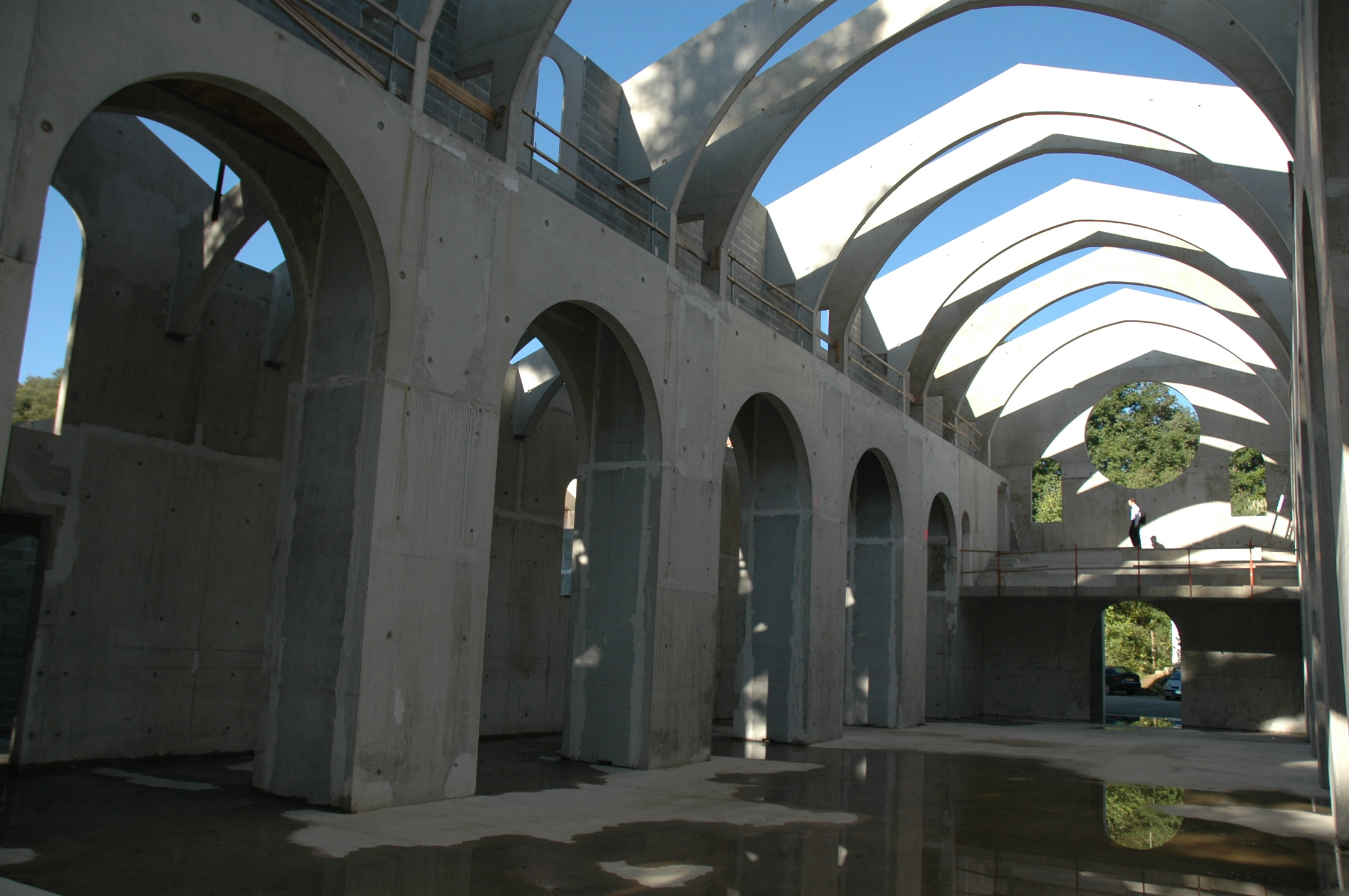
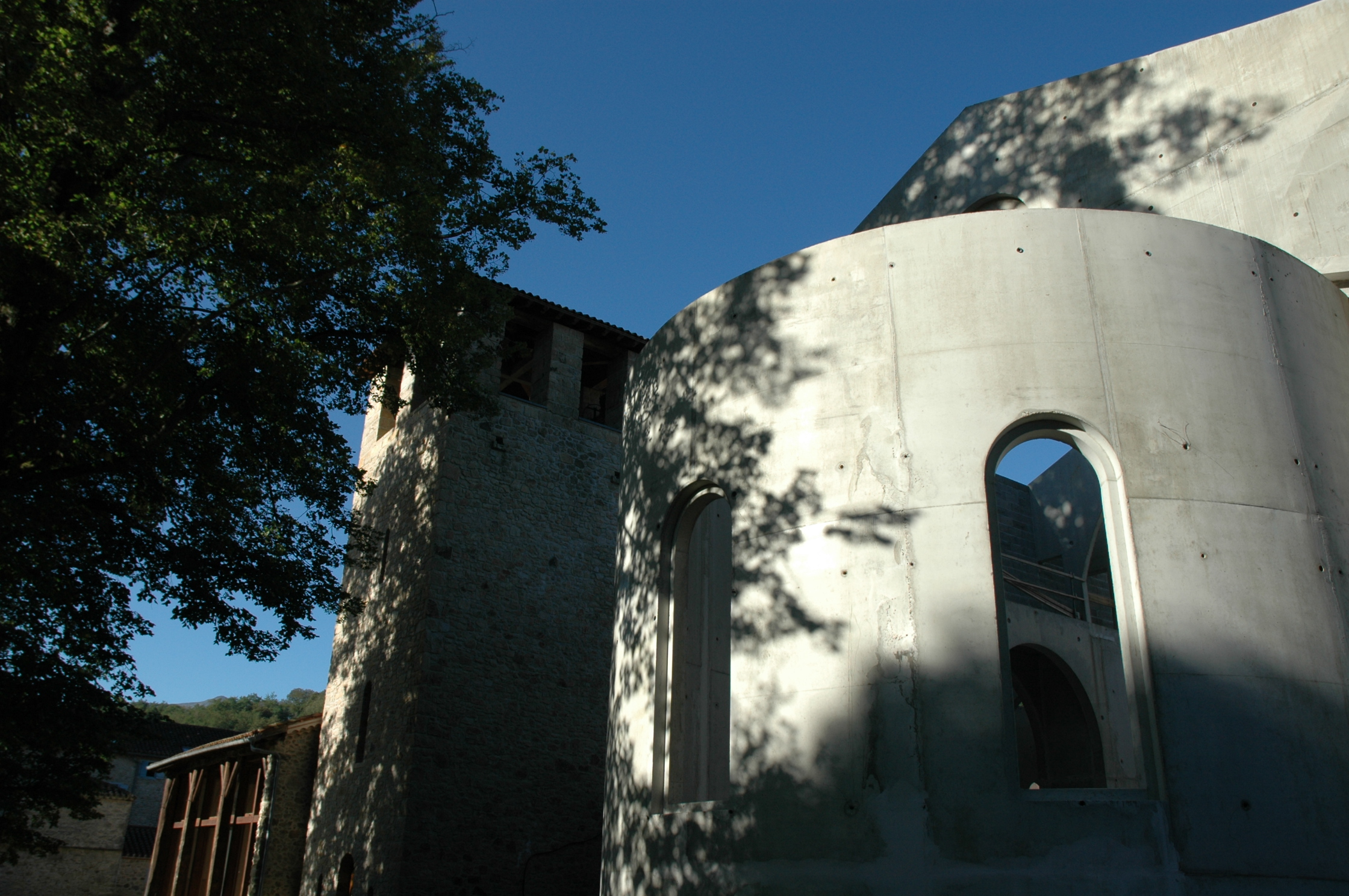
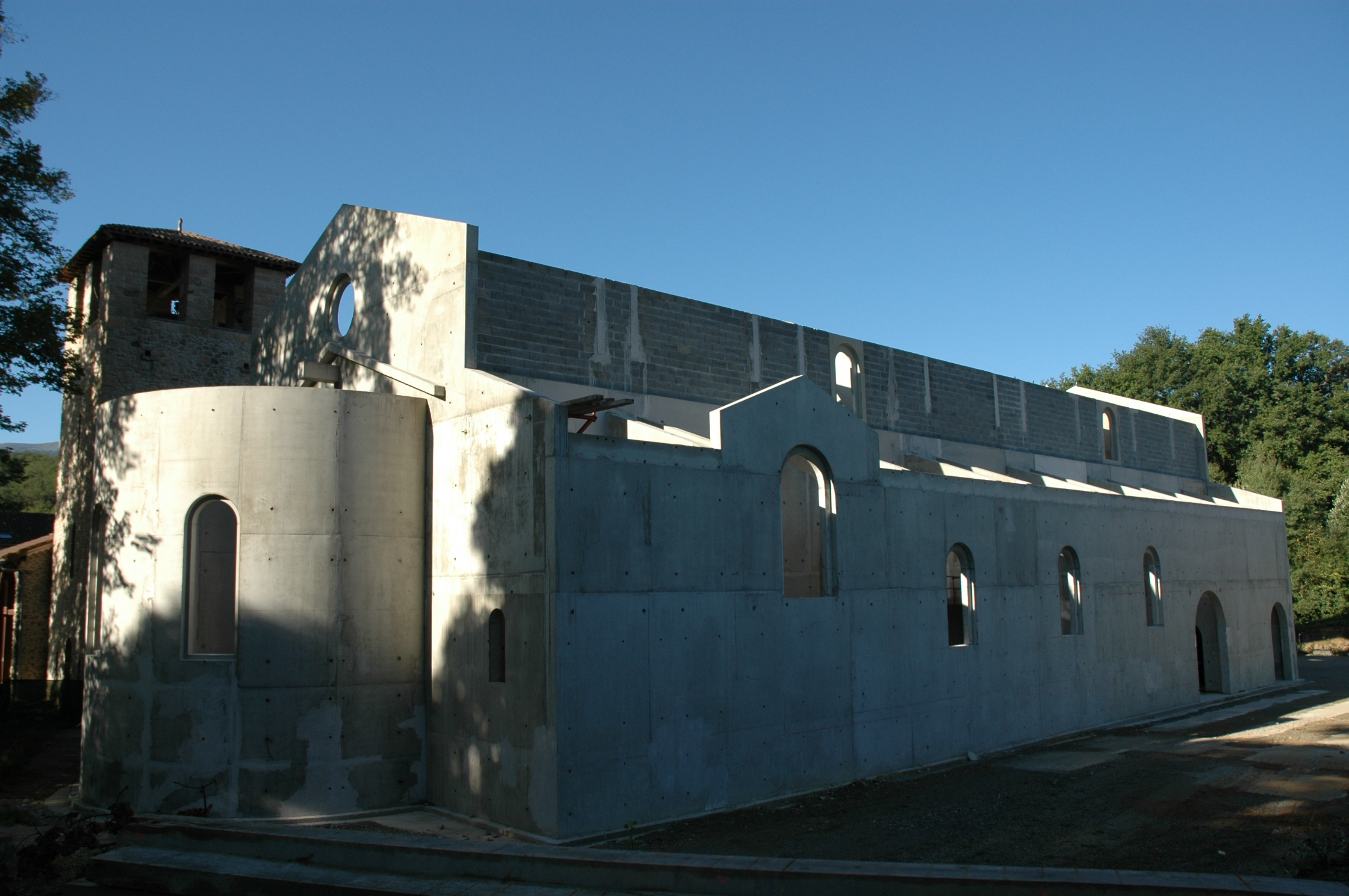
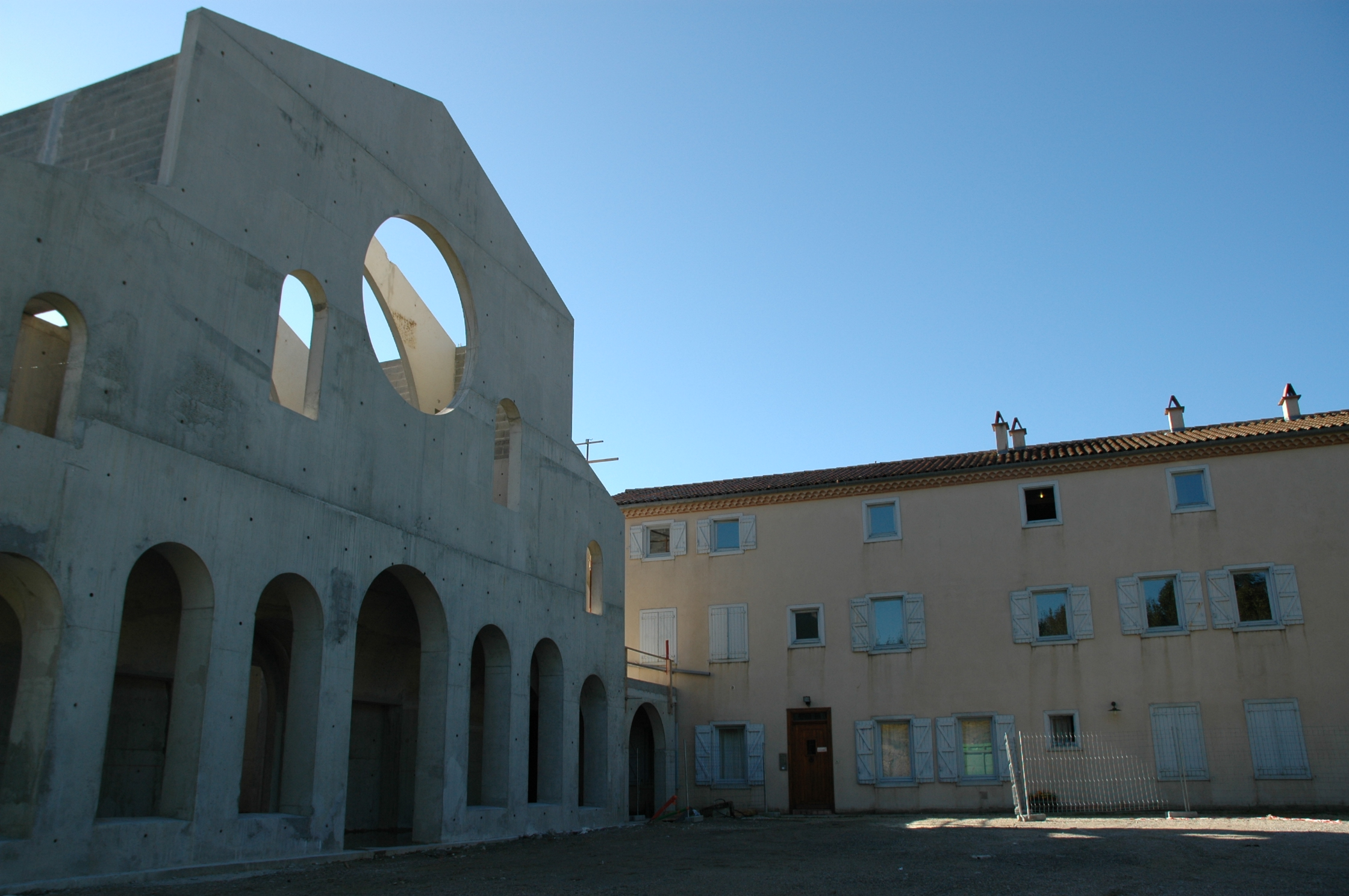

## Offices
- Dimanche et Jours de solennité : messe à 10 h et Vêpres à 16 h 30 ;
- Semaine (sauf le jeudi) : messe à 9 h 30 et Vêpres à 18 h ;
- Le jeudi : messe à 9 h 15, Vêpres non ouvert au public ;
- Pas de messe publique le samedi (journée de désert).

L'office divin, qui se déroule dans la chapelle du monastère, est chanté en grégorien (psautier de Solesmes), accompagné d'un orgue de quatorze jeux construit en 1997 par Jean Daldosso, spécialement pour l'abbaye.
La messe (forme ordinaire du rite romain) est entièrement dite en latin sauf les lectures.

## Économie
Le travail de la ferme et l'artisanat font partie intégrante de la vie des moniales. De nombreux produits sont disponibles à la boutique, ouverte tous les jours sauf le samedi (journée de désert).

### Produits agricoles
Fromage, miel, confitures, cakes, ou pain d'épices.

### Produits manufacturés
Reliure, papier décoré à la cuve, ornements liturgiques, objets peints, peintures et céramiques.

### Disques
- Veillée de Noël à l'abbaye Notre-Dame du Pesquié : orgue, hautbois baroque et chant (Delalande, Corrette, Buxtehude, Bach, Kauffmann), MPO, 2003.
- L'Agneau de Dieu : chant grégorien (dir. Rolandas Muleika) et orgue (Weckman, Bach, Scheidemann, Pachelbel), MPO.
- Christ, soleil de Justice : chant grégorien (dir. Jaan-Eik Tulve) et orgue (Bach, Scheidemann, Weckman, Hanff).

### Livres
- Mère Immaculata Astre, Regards sur l’Invisible, recueil qui reçut en 2007 la médaille de Vermeil de l'Académie des Jeux floraux, société littéraire toulousaine.

## Communication
L'abbaye et ses moniales ont fait l'objet d'un reportage compris dans le documentaire Dans les yeux d'Olivier - Les mystères de la Foi, réalisé par Olivier Delacroix, diffusé en avril 2011 sur France 2 et rediffusé sur cette même chaîne en juin 2016. La communauté a la particularité d'accueillir nombre de jeunes vocations.